# Benders Marie

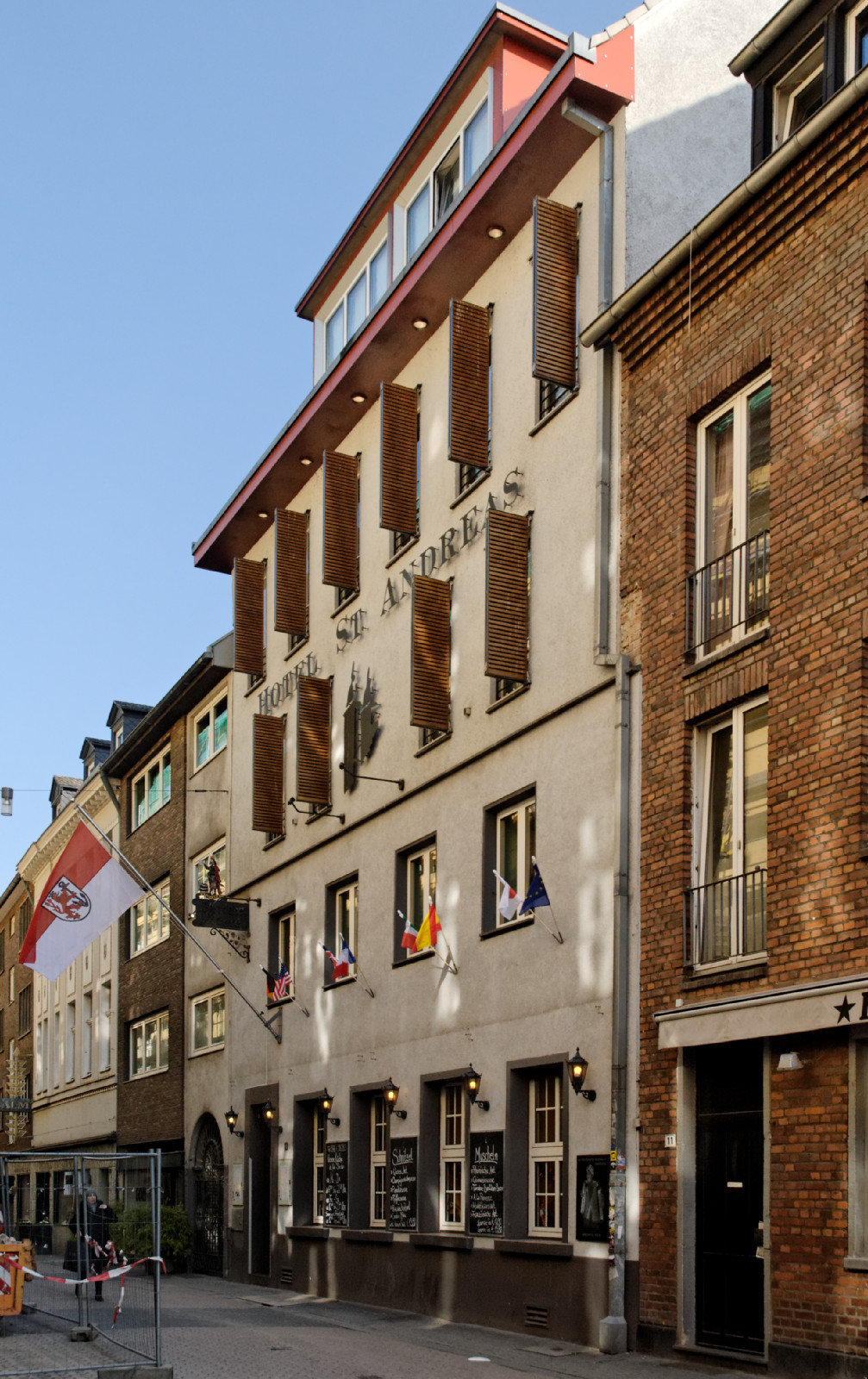
Fassade (2015)

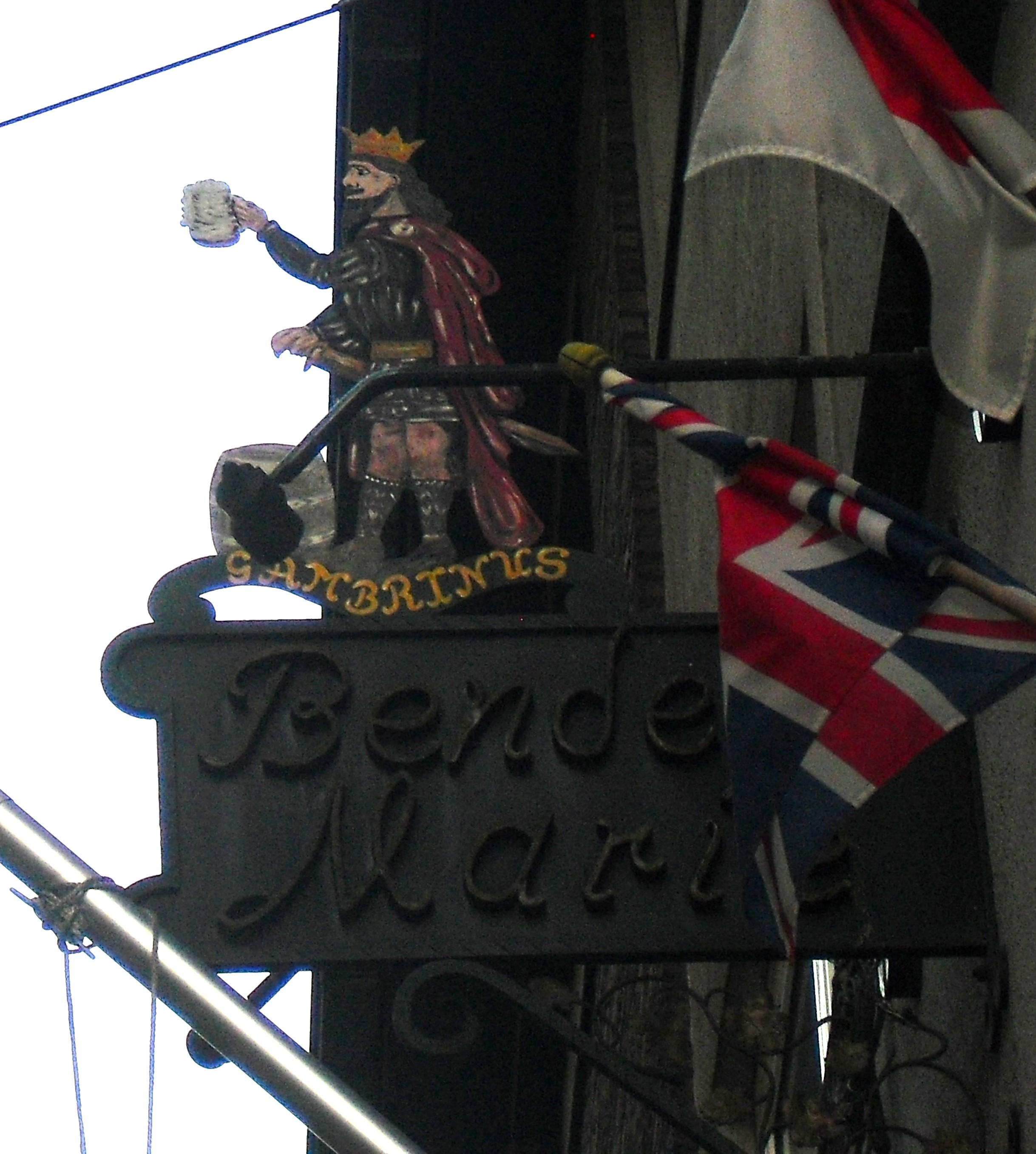
Schild mit Gambrinus

Benders Marie war eine Düsseldorfer Traditionsgaststätte in der Altstadt, deren Ursprung im 17. Jahrhundert liegt. Das Lokal war Treffpunkt verschiedener Vereine der Brauchtumspflege und überregional für seine Muschelgerichte bekannt. In den oberen Geschossen befindet sich ein kleines Hotel. Seit 2020 war das Lokal aus unbekannten Gründen geschlossen.

## Lage
Benders Marie liegt auf der Andreasstraße 13. Die Andreasstraße, benannt nach der Hofkirche St. Andreas, ist eine lediglich 120 m lange und ruhige Gasse, die in Verlängerung mit der Kurze Straße und der Mutter-Ey-Straße die Ost-West-Verbindung zwischen dem Burgplatz und der Oper an der Heinrich-Heine-Allee bildet. Neben dem ehemaligen Benders Marie befindet sich ein Durchgang zur Neanderkirche. Auf der Straße gibt es nur noch das „Weinhaus Tante Anna“ als Traditionslokal. Aus dem ehemaligen Zum Csikós wurde das spanische „Los Chicos“.

## Geschichte
Im Jahre 1662 wurde das Haus „In der guten Frau“ erstmals urkundlich erwähnt. 1803 betrieb der Wirt Johann Hofmann dort eine Weinstube. 1806 gab Johann Eisenbarth in den Bergischen Wöchentlichen Nachrichten bekannt, dass er „in die gute Frau gezogen“ sei und dort Speisen und „beste Sorten Wein“ anbiete. Eisenbarth zog 1812 an den Burgplatz. Es folgten zwei weitere Wirte. Seit 1879 betrieben Wilhelm und Marie Bender das Lokal. Schon bald wurde die beliebte Wirtin Namensgeberin. Auf Düsseldorfer Platt wurde daraus „Benders Marie“, deren Porträt den Eingang zierte. Das Haus wurde 1943 von einer Bombe getroffen und 1949 wieder aufgebaut. Nach dem Krieg führte die Tochter das Geschäft weiter. Das Bild von „Et Benders Marie“ hängt heute im Lokal. In den 1950er Jahren begann das Altstadtoriginal Marianne Plum als Sängerin und Akkordeonspielerin ihre Karriere in der Benders Marie. An die 2009 verstorbene Sängerin erinnert heute eine Gedenktafel aus Granit, die an der rechten Seite des Gebäudes angebracht wurde. Im Mai 2024 eröffnete der Gastronom Walid El Sheikh im ehemaligen Benders Marie die Apero-Bar „Hotel Hotel“.

## Gebäude
Das ursprüngliche Gebäude aus dem 17. Jahrhundert wurde bei dem Bombenangriff auf die Altstadt am 12. Juni 1943 weitgehend zerstört und 1949 wieder aufgebaut. Die Kellergewölbe sind allerdings noch im Original erhalten. 2004 wurde das Gebäude um drei Geschosse aufgestockt und kernsaniert. In den Obergeschossen befindet sich das Drei-Sterne-Hotel St. Andreas.

## Sonstiges
Um 1800 lebte der als Düsseldorfer Original bekannt geworderne Notar Müller über dem Lokal. 1891 wurde der Düsseldorfer Stadtkapellmeister Carl Hütten in dem Haus geboren. Seinen 65. Geburtstag feierte Hütten, der auch Komponist des Jonges-Lieds war, mit zahlreichen Gästen der Lokalprominenz in der Benders Marie.